# ゴールドシオ30
『ゴールドシオ30』は、2006年にパイオニアが開発、販売した完全告知型の沖スロ5号機。保通協における型式名は「P5GSA-30」。パネル違いバージョンとして、シオラー30のパネルを継承した『シオラーVII30』がある。
沖スロでありながらも主に九州地方で人気の機種となっており、沖縄での設置店はわずかである。

## 概要
4号機の『スーパーシオ30』の後継機であり、ボーナスゲーム中のBGMは『スーパーシオ30』と同じ曲を使用。ビッグボーナスの場合、通常は『スーパーシオ30』の7揃い時のものであるが、ボーナスを揃える前に特定図柄が揃っていた場合は、花揃い時の曲が流れる。また、多彩な告知も5号機で可能な範囲で継承している。
有効ラインは5ラインで、通常時は3枚掛けでプレイする。ただし、ビッグボーナス中は1枚掛け、レギュラーボーナス中は2枚掛けとなる。
ボーナス後32ゲーム以内はスタート音やリール停止音等が変化し、その間にボーナス当選すると特殊告知音が発生する。また、32ゲーム以内に5連チャン、10連チャンするとボーナス中のBGMがスペシャルBGMへと変化する。
告知はレバーオン時と第1リール停止時の2種類で、第1リール停止時の場合はビッグボーナス確定。また、リールサンドランプが緑赤緑（ハイビスカスカラー）やレインボーカラーの場合もビッグ確定となる。
ボーナス図柄はビッグ・レギュラーがそれぞれ1種類で、ビッグは345枚（純増枚数は最大336枚）、レギュラーは224枚（純増枚数は最大207枚）を越える払い出しで終了する。ビッグ中はリールサンドランプで成立小役が告知され、チェリー小役をはずすことで最大10枚（ただしチェリーの成立回数によっては逆に減少することもある）、レギュラー中は1度だけ特定箇所を目押しすることで12枚の獲得枚数アップが望め、適度な技術介入性を有する。
沖縄仕様として『スーパーハナハナ』タイプのパネルがある。

## スペック
| 設定 | BIG確率 | REG確率 | 機械割 |
| ---- | ------- | ------- | ------ |
| 1    | 1/327   | 1/682   | 95.6%  |
| 2    | 1/318   | 1/630   | 97.7%  |
| 3    | 1/309   | 1/585   | 99.9%  |
| 4    | 1/300   | 1/546   | 102.0% |
| 5    | 1/292   | 1/512   | 104.1% |
| 6    | 1/284   | 1/481   | 106.2% |

※各数値はメーカー発表値。